# Joana Griniuvienė
Joana Griniuvienė, född 1865, död 1918, var en litauisk politiker och feminist. 
Hon blev 1897 den första kvinna som valdes till socialdemokraternas partistyrelse. 